# چارلز اف. جانسون
چارلز اف. جانسون (به انگلیسی: Charles F. Johnson) سناتور سابق عضو حزب دموکرات ایالات متحده آمریکا بود. وی در سال ۱۹۱۱ تا ۱۹۱۷ میلادی سناتور ایالت مین در سنای ایالات متحده آمریکا بود.